# Croton hondensis
Croton hondensis là một loài thực vật có hoa trong họ Đại kích. Loài này được (H.Karst.) G.L.Webster mô tả khoa học đầu tiên năm 1992.